# Highway of Death
Guerre du Golfe
Batailles
- Bataille des ponts
- Prise du palais Dasman
- Bataille de l'île de Failaka
- Vol British Airways 149

- Opération Bouclier du désert
- Opération Artimon
- Busiris
- Salamandre
- Tempête du désert
- Daguet
- Bataille d'Ad-Dawrah
- Bataille de Khafji
- Bataille au large de Bubiyan
- Bataille de Hafar Al-Batin
- Highway of Death
- Bataille de 73 Easting
- Medina Ridge
- Aérodrome de Jalibah
- Bataille de Norfolk

- Aérodrome de Safwan
- Bataille de Rumaila

La Highway of Death (« Autoroute de la mort ») est une route entre le Koweït et Bassorah (Irak) sur laquelle les unités de l'armée irakienne qui se repliaient ont été attaquées et détruites par des avions américains, canadiens, britanniques et français au cours de l'offensive de la Coalition lors de la guerre du Golfe, dans la nuit du 26 au 27 février 1991 puis par des forces terrestres (notamment par la 24e division d'infanterie mécanisée des États-Unis) le 2 mars 1991. De nombreux véhicules civils ont aussi été anéantis.
L'autoroute de la mort est officiellement connue comme l'autoroute 80, et va de Koweït City à la frontière, aux villes frontalières de Abdali et Safwan, puis à Bassora.

## Historique et controverse

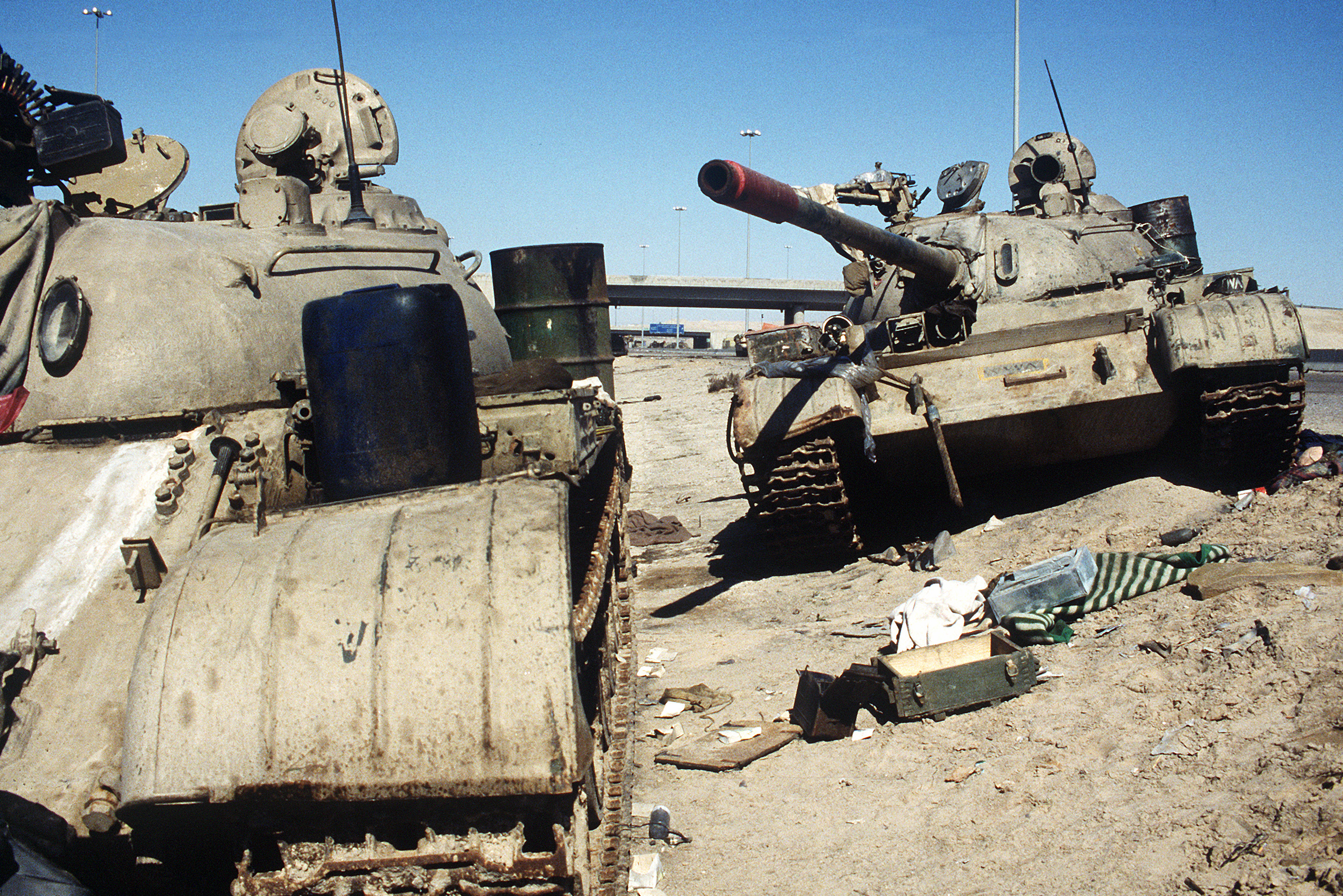
Chars irakiens T-54 ou T-55 détruits.

Ceci entraîna la destruction de centaines de véhicules (les estimations vont de 1 800 à 2 700 véhicules détruits) et la mort d'un nombre inconnu de soldats et de civils irakiens. Les scènes de carnage sur la route sont quelques-unes des images les plus reconnaissables de cette guerre et pourraient avoir contribué à la résolution de la guerre peu après.
L'autoroute avait été minée puis bombardée par l'US Air Force, entraînant ainsi la destruction de nombreuses colonnes de l'armée régulière et de la garde républicaine irakienne sans aucune riposte irakienne.
Ces attaques ont été fortement critiquées et médiatisées, étant considérées comme des violations des Conventions de Genève de 1949. Le Parti du monde des travailleurs américain, d'obédience communiste et qui soutenait le régime de Saddam Hussein, avance ainsi que des dizaines de milliers d'Irakiens ont été tués dans des « crimes de guerre les plus atroces de l'histoire contemporaine ».
La diffusion de ces images par les médias a poussé le président américain George H. W. Bush à déclarer la cessation des hostilités[réf. nécessaire] le 28 février. Selon les estimations du Defense Intelligence Agency, 70 000 à 80 000 soldats irakiens seraient en revanche parvenus à s'échapper à Bassora.

## Conséquences
La route a été réparée à la fin des années 1990, et a été utilisée à nouveau lors de l'opération liberté irakienne de 2003 par la Coalition.

## Dans la culture populaire
- Jarhead, film de guerre américain réalisé par Sam Mendes.
- Call of Duty: Modern Warfare, jeu vidéo développé par Infinity Ward et édité par Activision (une des missions du jeu y fait référence, mais le contexte géopolitique est modifié, voir : Call of Duty: Modern Warfare#Représentation des Russes).
- Tom Clancy's Splinter Cell: Conviction, jeu vidéo développé par Ubisoft (une des missions du jeu se déroule sur cette autoroute)